# Heckler & Koch HK417

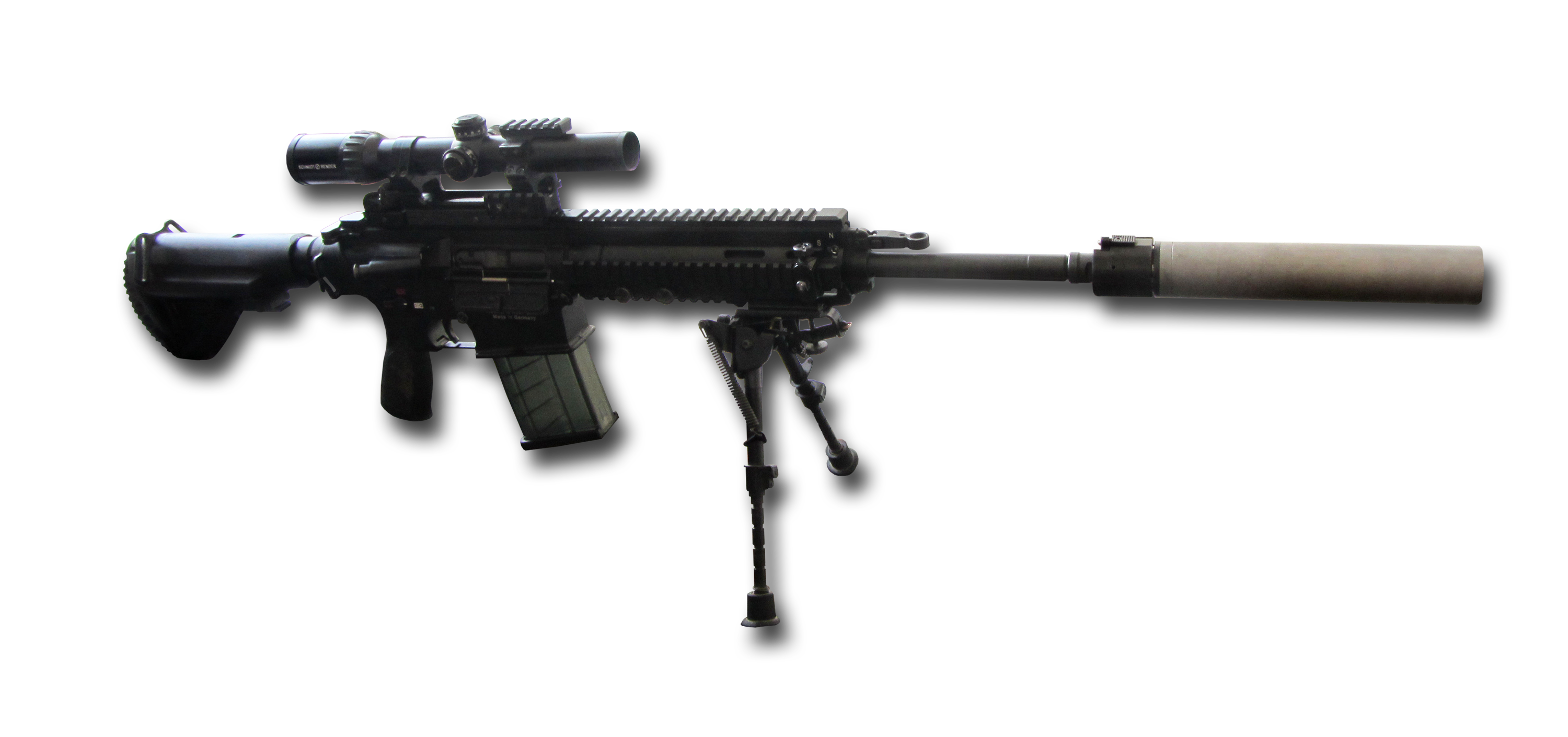
Um modelo G27.

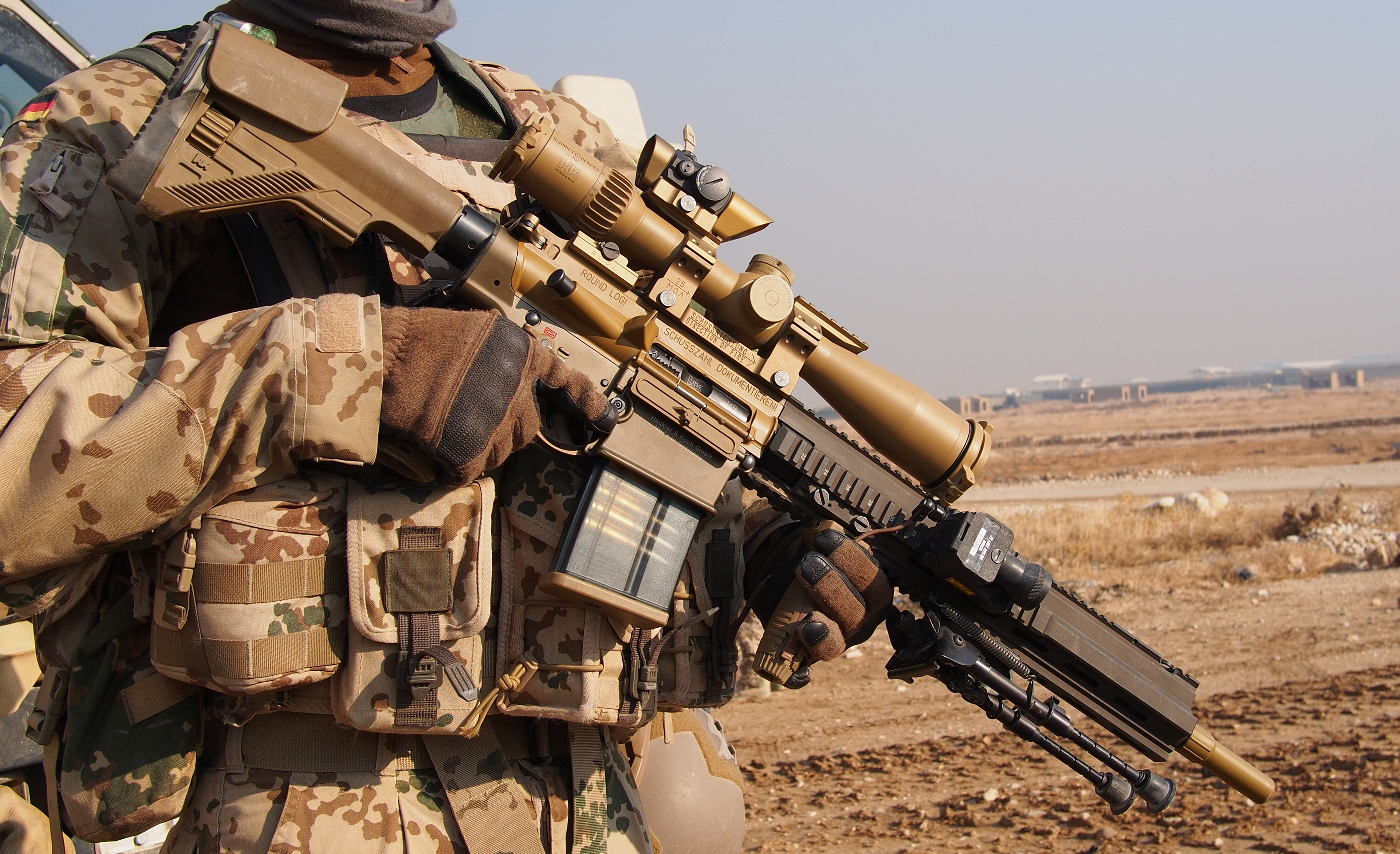
Um modelo G28.

O Heckler & Koch HK417 é um rifle de batalha projetado e fabricado na Alemanha pela Heckler & Koch. É um rifle de fogo seletivo operado a gás com uma rotação parafuso e é essencialmente uma HK416 modificada para usar cartuchos de 7,62 mm.
Compartimentado para o cartucho 7,62x51mm NATO,que se destina ao uso como rifle de precisão, e em outras funções onde o maior poder de penetração e alcance da munição de 7,62 mm são necessários. Foi adotado para o serviço limitado por uma série de forças armadas, forças especiais e das organizações policiais.

## Usuários
- Albânia – O RENEA comprou recentemente o HK417, e o usa como rifle sniper, equipado com uma mira telescópica Schmidt & Bender.
- Austrália – Recém-adquirido para a FDA, principalmente para uso no Afeganistão.
- Brasil – Usado pelo Exército Brasileiro[2] e pelos COT - Comando de Operações Táticas e NEPOM - Núcleo Especial de Polícia Marítima, ambos da Polícia Federal[2]
- Holanda – O Korps Commandotroepen tem o HK417 em uso limitado pelos observadores de suas equipes de snipers.
- Irlanda – No uso com os Army Ranger Wing. snipers
- Malásia – Usado pela PASKAL grupo.
- Noruega – O Exército norueguês comprou recentemente uma série de HK417 e principalmente para utilizá-lo como rifle de precisão.
- Polónia – Usado pela polícia.
- Portugal – Usado pelo Destacamento de Ações Especiais, Centro de Tropas de Operações Especiais, Guarda Nacional Republicana (GIOE) e Polícia Marítima (GAT).
- Reino Unido – Alegadamente utilizada pela Special Air Service regimento do Exército britânico.